# لواء بصيرا
لواء بصيرا هو تقسم إداري ثاني يتبع محافظة الطفيلة جنوب الأردن، مركزه مدينة بصيرا.  بلغ عدد سكانه في عام 2024 حوالي 34,550.

## التقسيم الإداري
يضم هذا  اللواء البلدات والمناطق التالية: بصيرا،  القادسية، غرندل،  ضانا،  الرشادية،  أم سراب،  سيل ربعا،  لحظة ، الضحل.